# Кулаковский, Владимир Дмитриевич
Владимир Дмитриевич Кулаковский (род. 16 октября 1946 года) — советский и российский физик-экспериментатор, специалист в области физики полупроводников, член-корреспондент РАН (2011).

## Биография
Родился 16 октября 1946 года.
В 1970 году — окончил физический факультет МГУ.
В 1975 году — защитил кандидатскую диссертацию, тема: «Исследование энергетического спектра полупроводников методами длинноволновой инфракрасной спектроскопии».
В 1984 году — защитил докторскую диссертацию, тема: «Свободные и связанные экситоны и экситонные молекулы в полупроводниках с непрерывной запрещённой зоной».
В 2011 году — избран членом-корреспондентом РАН.
Работал заместителем директора по научной работе Института физики твёрдого тела РАН (Черноголовка, Московская область), заведующим лабораторией неравновесных электронных процессов, заведующим кафедрой конденсированных сред при факультете физики ВШЭ.

## Научная деятельность
Основные научные результаты:
- в непрямых полупроводниках исследована электрон-дырочная жидкость, обнаружены и исследованы экситонные молекулы;
- показано, что вырождение зон в непрямых полупроводниках обуславливает стабилизацию многочастичных экситон-примесных комплексов, не имеющих аналогов среди молекул водорода;
- изучены взаимодействие магнито-экситонов, а также многочастичные эффекты в плотной электрон-дырочной магнитоплазме в квантовых ямах в III—V и II—VI гетероструктурах;
- исследованы тонкая структура экситонных состояний и их спиновая релаксация в немагнитных и полумагнитных полупроводниковых квантовых точках;
- исследовано экситон-фотонное взаимодействие в микрорезонаторах с одной и несколькими квантовыми точками в активной области, впервые реализован режим сильной связи;
- в плоских микрорезонаторах с квантовыми ямами выяснен механизм формирования стимулированного параметрического поляритон-поляритонного рассеяния, экспериментально реализован неравновесный конденсат экситонных поляритонов, обнаружен эффект Мейсснера в поляритонном конденсате, помещённом в магнитное поле.

С 2006 по 2008 годы руководил проектом: «Экситон-фононное взаимодействие в полупроводниковом микрорезонаторе с квантовыми ямами и точками в активной области».
Под его руководством защищены 14 кандидатских и 2 докторские диссертации.
Ведёт преподавательскую работу в должности профессора в МФТИ и во ВШЭ.

## Награды
- Медаль ордена «За заслуги перед Отечеством» II степени (5 февраля 2024 года) — за большой вклад в развитие отечественной науки, многолетнюю плодотворную деятельность и в связи с 300-летием со дня основания Российской академии наук[3]
- Государственная премия СССР в области науки и техники (в составе группы, за 1988 год) — за цикл работ «Многоэкситонные комплексы в полупроводниках» (1958—1986)